# 白面苎麻
白面苎麻（学名：Boehmeria clidemioides）是荨麻科苎麻属的植物。分布于喜马拉雅、马来半岛、印度尼西亚、越南以及中国大陆的西藏、云南、湖南等地，生长于海拔1,300米至2,500米的地区，多生长在山谷林中以及林边，目前尚未由人工引种栽培。

## 异名
- Boehmeria clidemioides Miq. var. diffusa (Wedd.) Hand.-Mazz.
- Boehmeria diffusa Wedd.
- Boehmeria sidaefolia Wedd.